# Mother Tucker
Mother Tucker (titulado Madre Tucker en España y Mamá y Tucker en Hispanoamérica es el segundo episodio de la quinta temporada de la serie Padre de familia  emitido en FOX el 17 de septiembre de 2006. Fue escrito por Tom Devanney y dirigido por James Purdum.
El episodio se centra en Thelma, la madre de Peter quien ha decidido divorciarse de su marido y salir con el presentador del telenoticias del Canal 5, Tom Tucker. Peter comienza a tener una amistad estrecha hacia Tucker pero es su madre quien pone fin a la relación de manera súbita dejando a Peter una sensación de abandono. Por otro lado, Stewie y Brian consiguen empleo como locutores en una cadena de radio local, pero las excentricidades de Stewie fuerzan a Brian a abandonar el trabajo.
El episodio recibió críticas positivas siendo considerado divertido pero poco memorable en comparación con anteriores. También hubo controversia por el uso de la palabra "retrasado". Como artistas invitados aparecen Phyllis Diller, Gore Vidal y Tamera Mowry.

## Argumento
Peter y Lois reciben la visita de Thelma quien anuncia que se acaba de divorciar de su marido, la noticia deja a Peter descolocado e incapaz de asimilar que su madre haya decidido abandonar a su padre, Lois en cambio apoya la decisión de su suegra y la invita a salir y conocer a gente nueva. En una fiesta, Thelma conoce a Tucker quien ha sido abandonado por su mujer y empiezan una nueva relación.
Peter, harto de verlos juntos, intenta poner fin a la relación amorosa entre Thelma y Tucker entrometiéndose sin éxito, Tucker consigue persuadir a Peter diciéndole que tan solo intenta hacer feliz a su madre, finalmente Tucker se gana el cariño de Peter y este ya no ve al presentador como un "extraño" sino como el padre que nunca ha tenido, pero cuando Peter consigue llevarse bien con el novio de su madre, Thelma pone fin a la relación de manera súbita, ante esto, Peter se siente culpable del abandono de su madre sintiendo de nuevo un vacío en su vida y la relación entre Tucker y Peter comienza a resentirse desde la marcha de Thelma. Tras una riña con Tucker, Peter recibe la visita del hijo de este, Jake quien se lamenta de que su padre no le hace caso, cuando Tucker decide hacer de nuevo las paces con Peter invitándole a un partido de béisbol, este reflexiona y aprende lo que es ser un padre de verdad despidiéndose de Tucker diciéndole que ya ha pasado bastante tiempo con él y que tal vez debería hacerlo con su propio hijo.
Por otra parte, el director de una cadena de radio se fija en la voz de Brian y le ofrece a este un programa en su emisora, Brian acepta pero su programa decae en audiencia hasta que Stewie realiza llamadas en directo para gastarle bromas a Brian ante la cara de vergüenza del can. El jefe le comunica que se disponía a cancelar el programa pero las bromas de su amigo ha conseguido incrementar los niveles de share, esto supone para Brian una segunda oportunidad para conservar su trabajo pero también un martirio porque debe aceptar a Stewie como colaborador si no quiere perder su puesto.
Lo que empezó siendo un programa serio de debate y opinión acaba convirtiéndose en un cachondeo cuando Stewie empieza a hacer tonterías, para empezar, sustituye el programa de Brian por otro llamado Dingo y el Bebé donde la seriedad no tiene cabida. Brian, aunque al principio estaba molesto, acaba aceptando de buen modo a su nuevo compañero olvidándose de su ética moral.
De pronto Brian, recibe a Gore Vidal, al que llevaba días esperando para entrevistarle pero al llevarse una mala impresión del programa y su presentador se marcha, esto hace que Brian se sienta vendido por la audiencia y decide despedirse del trabajo, a causa de la marcha de Brian, Stewie es despedido también siendo los dos remplazados por Cleveland y Quagmire quienes se hacen llamar Chocolate negro y el Montador.

## Producción
Durante la escena del programa de Weenie and the Butt se pueden escuchar varios efectos de sonido, cada uno de esos sonidos se grabaron individualmente por gente que ha cantado en los Oscar y en otros eventos publicitarios; Seth MacFarlane comentó que aquellos efectos de sonido eran más largos de lo que esperaba. El episodio contó con las apariciones de Phyllis Diller doblando a Thelma Griffin, y Tamera Mowry quien hace su tercera participación en la serie. Gore Vidal hizo aparición cerca del final doblando a su propio personaje.
Cuando Thelma trata de convencer a Peter de que acepte su nueva relación, le comenta que "Tom ha ganado el Emmy local por su trabajo con los retrasados. FOX tiene una norma específica que prohíbe el uso de la palabra "Retrasado" o "Retraso" en cambio permitieron la escena a pesar de romper la norma. MacFarlane comentó no entender la razón del por qué no estaba permitido en la cadena decir esa palabra mientras que en otras no hay problemas, la razón fue que aquella palabra se usó tiempo atrás en donde se profundizaba en la inteligencia de Peter. De acuerdo con MacFarlane y otros comentaristas del episodio, la escena provocó protestas entre la comunidad de salud mental.
Hubo varias escenas de este episodio se removieron del borrador y no se emitieron. Una de ellas fue cuando Tucker se disculpa con Peter por perder el temperamento, cuando se pretendía que Jake Tucker apareciera y se profundizara acerca del por qué de su cara al revés. La escena de la "Reunión de Charlie Brown" estaba preparado para emitirse en Patriot Games. La escena fue descrita por Leann Siegel de 20th Century Fox como deprimente.